# Waltersdorf (Greiz)
Waltersdorf ist ein Ort der Stadt Greiz im Landkreis Greiz in Thüringen und gehört zum Stadtteil Reinsdorf.

## Geographie
Waltersdorf liegt an der Bundesstraße 94, die hinauf zur Geländeetage am erweiterten Elstertalbereich führt, auf der das ehemalige Dorf liegt. Nachbarorte sind Schönfeld und Reinsdorf. Die Kreisstraße 205 verbindet den Ortsteil auch verkehrsmäßig.

## Geschichte
Am 7. November 1358 wurde das Dorf erstmals urkundlich genannt. Die Gemeinde "Waltersdorf b. Irchwitz" wurde am 1. Juli 1950 nach Reinsdorf eingemeindet, das wiederum seit 1994 Teil der Stadt Greiz ist.